# Damallsvenskan 2024
La Damallsvenskan 2024, indicata anche OBOS Damallsvenskan 2024 per ragioni di sponsorizzazione, è stata la 37ª edizione della massima divisione del campionato svedese femminile di calcio. Il torneo è iniziato il 13 aprile e si è concluso il 9 novembre 2024. Il Rosengård ha vinto il campionato per la quattordicesima volta nella sua storia, vincendo 25 partite su 26, realizzando 99 reti e subendone solo 9.

## Stagione

### Novità
Dalla Damallsvenskan 2023 erano stati retrocessi in Elitettan l'IFK Kalmar e l'IK Uppsala, rispettivamente classificatisi al 13º e 14º posto. Dall'Elitettan erano stati promossi l'AIK e il Trelleborg, rispettivamente primo e secondo in classifica. Per l'AIK si è trattato di un ritorno in Damallsvenskan dopo un solo anno di assenza, mentre il Trelleborg faceva il suo esordio in massima serie. Il Brommapojkarna aveva vinto il play-off promozione-retrocessione contro l'Alingsås.

### Formato
Le 14 squadre si sono affrontate in un girone all'italiana con partite di andata e ritorno, per un totale di 26 giornate. La squadra prima classificata è decretata campione di Svezia; le prime tre classificate sono ammesse all'UEFA Women's Champions League 2025-2026. Le ultime due classificate sono state retrocesse in Elitettan, mentre la 12ª e terzultima classificata ha disputato un play-off promozione-retrocessione, con partite di andata e ritorno, con la terza classificata dell'Elitettan 2024 per un posto nella massima serie.

## Squadre partecipanti
| Club              | Città        | Stadio                     | Stagione precedente         |
| ----------------- | ------------ | -------------------------- | --------------------------- |
| AIK               | Solna        | Skytteholms Idrottsplats   | 1º posto in Elitettan       |
| Brommapojkarna    | Stoccolma    | Grimsta IP                 | 12º posto in Damallsvenskan |
| Djurgården        | Stoccolma    | Stadio Olimpico            | 11º posto in Damallsvenskan |
| Häcken            | Göteborg     | Bravida Arena              | 2º posto in Damallsvenskan  |
| Hammarby          | Stoccolma    | Hammarby Idrottsplats      | 1º posto in Damallsvenskan  |
| IFK Norrköping    | Norrköping   | PlatinumCars Arena         | 9º posto in Damallsvenskan  |
| KIF Örebro        | Örebro       | Behrn Arena                | 10º posto in Damallsvenskan |
| Kristianstads DFF | Kristianstad | Kristianstad fotbollsarena | 6º posto in Damallsvenskan  |
| Linköping         | Linköping    | Linköping Arena            | 3º posto in Damallsvenskan  |
| Piteå IF          | Piteå        | LF Arena                   | 4º posto in Damallsvenskan  |
| Rosengård         | Malmö        | Malmö Idrottsplats         | 7º posto in Damallsvenskan  |
| Trelleborg        | Trelleborg   | Vångavallen                | 2º posto in Elitettan       |
| Växjö DFF         | Växjö        | Visma Arena                | 8º posto in Damallsvenskan  |
| Vittsjö GIK       | Vittsjö      | Vittsjö Idrottsplats       | 5º posto in Damallsvenskan  |

## Classifica finale
Fonte: sito ufficiale.
|  | Pos. | Squadra           | Pt | G  | V  | N | P  | GF | GS | DR  |
|  | ---- | ----------------- | -- | -- | -- | - | -- | -- | -- | --- |
|  | 1.   | Rosengård         | 75 | 26 | 25 | 0 | 1  | 99 | 9  | +90 |
|  | 2.   | Häcken            | 64 | 26 | 20 | 4 | 2  | 68 | 17 | +51 |
|  | 3.   | Hammarby          | 61 | 26 | 20 | 1 | 5  | 66 | 14 | +52 |
|  | 4.   | Kristianstads DFF | 52 | 26 | 16 | 4 | 6  | 52 | 30 | +22 |
|  | 5.   | IFK Norrköping    | 38 | 26 | 11 | 5 | 10 | 32 | 34 | -2  |
|  | 6.   | Piteå IF          | 33 | 26 | 9  | 6 | 11 | 24 | 30 | -6  |
|  | 7.   | Djurgården        | 31 | 26 | 8  | 7 | 11 | 34 | 38 | -4  |
|  | 8.   | Växjö DFF         | 30 | 26 | 8  | 6 | 12 | 27 | 49 | -22 |
|  | 9.   | Linköping         | 29 | 26 | 8  | 5 | 13 | 32 | 51 | -19 |
|  | 10.  | Vittsjö GIK       | 27 | 26 | 7  | 6 | 13 | 25 | 41 | -16 |
|  | 11.  | Brommapojkarna    | 27 | 26 | 7  | 6 | 13 | 32 | 52 | -20 |
|  | 12.  | AIK               | 26 | 26 | 7  | 5 | 14 | 36 | 54 | -18 |
|  | 13.  | KIF Örebro        | 19 | 26 | 5  | 4 | 17 | 19 | 43 | -24 |
|  | 14.  | Trelleborg        | 3  | 26 | 0  | 3 | 23 | 12 | 96 | -84 |

Legenda:
      Campione di Svezia e ammessa all'UEFA Women's Champions League 2025-2026.
      Ammessa all'UEFA Women's Champions League 2025-2026.
 Ammessa al play-off promozione-retrocessione.
      Retrocessa in Elitettan 2025.
Note:
Tre punti a vittoria, uno a pareggio, zero a sconfitta.

## Risultati

### Tabellone
|                | AIK  | Bro  | Dju  | Häc  | Ham  | Nor  | KIF  | Kri  | Lin  | Pit  | Ros  | Tre  | Väx  | Vit  |
| -------------- | ---- | ---- | ---- | ---- | ---- | ---- | ---- | ---- | ---- | ---- | ---- | ---- | ---- | ---- |
| AIK            | –––– | 2-2  | 1-1  | 1-2  | 0-2  | 2-3  | 1-0  | 1-3  | 1-0  | 0-0  | 1-5  | 4-0  | 2-1  | 2-3  |
| Brommapojkarna | 2-2  | –––– | 0-3  | 1-5  | 0-5  | 0-1  | 1-0  | 1-3  | 0-0  | 0-0  | 0-7  | 7-0  | 3-2  | 4-0  |
| Djurgården     | 2-0  | 2-3  | –––– | 1-2  | 0-2  | 2-2  | 2-0  | 1-2  | 5-2  | 0-0  | 0-3  | 2-0  | 1-1  | 2-1  |
| Häcken         | 4-0  | 2-0  | 4-1  | –––– | 2-0  | 4-3  | 4-0  | 0-0  | 8-1  | 3-1  | 0-2  | 7-0  | 4-0  | 2-0  |
| Hammarby       | 4-0  | 2-1  | 4-1  | 1-2  | –––– | 2-0  | 2-0  | 1-2  | 3-0  | 2-0  | 0-1  | 5-0  | 1-2  | 6-0  |
| IFK Norrköping | 2-3  | 0-0  | 2-2  | 0-1  | 0-3  | –––– | 2-1  | 2-0  | 1-0  | 0-1  | 0-1  | 1-0  | 1-0  | 1-1  |
| KIF Örebro     | 1-1  | 4-1  | 1-0  | 0-1  | 0-1  | 0-2  | –––– | 2-4  | 2-1  | 0-0  | 0-4  | 1-1  | 1-2  | 0-1  |
| Kristianstad   | 4-1  | 2-0  | 3-1  | 2-2  | 0-2  | 1-3  | 3-1  | –––– | 3-1  | 0-1  | 1-3  | 3-1  | 3-3  | 0-0  |
| Linköping      | 1-0  | 0-0  | 0-2  | 1-1  | 0-0  | 2-2  | 2-1  | 0-2  | –––– | 4-2  | 1-6  | 4-0  | 2-1  | 3-2  |
| Piteå          | 5-3  | 4-1  | 1-0  | 0-0  | 0-1  | 1-0  | 0-1  | 1-2  | 0-2  | –––– | 0-1  | 3-1  | 3-2  | 1-0  |
| Rosengård      | 3-0  | 3-0  | 3-0  | 1-0  | 2-3  | 4-0  | 4-0  | 2-1  | 4-0  | 4-0  | –––– | 8-1  | 4-0  | 5-0  |
| Trelleborg     | 1-5  | 0-2  | 0-2  | 0-2  | 0-8  | 1-2  | 2-3  | 0-5  | 0-3  | 0-0  | 1-9  | –––– | 1-2  | 1-4  |
| Växjö DFF      | 1-3  | 2-1  | 1-1  | 0-3  | 1-4  | 1-0  | 1-0  | 0-2  | 2-1  | 1-0  | 0-7  | 1-1  | –––– | 0-0  |
| Vittsjö GIK    | 2-0  | 1-2  | 0-0  | 1-3  | 0-2  | 1-2  | 0-0  | 0-1  | 3-1  | 2-0  | 0-3  | 3-0  | 0-0  | –––– |

## Play-off promozione-retrocessione
Al play-off sono state ammesse la dodicesima classificata in Damallsvenskan, l'AIK, e la terza classificata in Elitettan, l'Umeå IK. Il play-off è stato vinto dall'AIK, ribaltando la sconfitta nella gara d'andata e mantenendo la categoria.
|         | Risultati |         | Luogo e data                |
| ------- | --------- | ------- | --------------------------- |
| Umeå IK | 1-0       | AIK     | Umeå, 16 novembre 2024      |
| AIK     | 2-0       | Umeå IK | Stoccolma, 23 novembre 2024 |

## Statistiche

### Classifica marcatrici
Fonte: sito ufficiale.
| Gol |  |  | Giocatore            | Squadra                           |
| --- |  |  | -------------------- | --------------------------------- |
| 16  |  |  | Momoko Tanikawa      | Rosengård                         |
| 15  |  |  | Cathinka Tandberg    | Linköping (4), Hammarby (11)      |
| 15  |  |  | Hlín Eiríksdóttir    | Kristianstads DFF                 |
| 13  |  |  | Ellen Wangerheim     | Hammarby                          |
| 13  |  |  | Olivia Holdt         | Rosengård                         |
| 12  |  |  | Felicia Schröder     | Häcken                            |
| 12  |  |  | Mai Kadowaki         | Rosengård                         |
| 12  |  |  | Rebecca Knaak        | Rosengård                         |
| 11  |  |  | Sara Kanutte Fornes  | IFK Norrköping                    |
| 11  |  |  | Tabitha Tindell      | Kristianstads DFF (7), Häcken (4) |
| 10  |  |  | Olivia Schough       | Rosengård                         |
| 9   |  |  | Therese Sessy Åsland | Djurgården                        |